# Кучеренко, Владимир Михайлович
Владимир Михайлович Кучеренко (род. 28 февраля 1955) — советский и российский хоккеист и хоккейный тренер, защитник, чемпион СССР (1976), мастер спорта СССР международного класса.

## Биография
Владимир Кучеренко родился 28 февраля 1955 года. Воспитанник хоккейной школы команды «Спартак» (Москва). Окончил вечернюю школу, учился в Московском областном государственном институте физической культуры в Малаховке (вместе с Владимиром Зубковым, Александром Мартынюком и Виктором Шалимовым), затем перевёлся в ГЦОЛИФК и окончил его в 1980 году.
В 1971—1986 годах Кучеренко выступал за команду «Спартак» (Москва), забросив 39 шайб в 458 матчах чемпионата СССР. За это время в составе своей команды он один раз (в 1976 году) становился чемпионом СССР, пять раз (в 1973, 1981, 1982, 1983 и 1984 годах) — серебряным призёром и четыре раза (в 1972, 1975, 1979 и 1980 годах) — бронзовым призёром чемпионата СССР. Во время выступлений за «Спартак» в разные годы играл в паре с защитниками Валентином Марковым, Юрием Ляпкиным и Сергеем Николаевым.
В 1973 году Кучеренко был включён в состав молодёжной сборной СССР, в составе которой стал победителем чемпионата Европы среди юниорских команд и первого неофициального чемпионата мира среди молодёжных команд, состоявшегося в декабре 1973 года — январе 1974 года в Ленинграде. В пяти матчах, проведённых на турнире, Кучеренко забросил одну шайбу и сделал три результативные передачи, был признан лучшим защитником чемпионата. Выступил он и на втором неофициальном чемпионате мира среди молодёжных команд, состоявшемся в декабре 1974 года — январе 1975 года в Канаде. Как и годом ранее, победу одержала молодёжная сборная СССР. В пяти матчах, проведённых на турнире, Кучеренко сделал 8 результативных передач и вошёл в число лидеров-бомбардиров по системе «год плюс пас», а также был включён в символическую сборную чемпионата.
Владимир Кучеренко был кандидатом в сборную СССР по хоккею, которая готовилась к Зимним Олимпийским играм 1980 года. В декабре 1980 года он сыграл 4 матча за первую сборную СССР на турнире на призы газеты «Известия», где вместе со сборной стал победителем турнира. Кучеренко также принял участие в четырёх товарищеских матчах сборной СССР со сборной Нидерландов, состоявшихся в декабре 1980 года — январе 1981 года. Помимо этого, Кучеренко выступал за вторую сборную СССР.
В 1986—1987 годах Владимир Кучеренко выступал за команду «Салават Юлаев» (Уфа), а в 1987—1988 годах — за команду «Кристалл» (Электросталь). Играя за «Кристалл», который в сезоне 1987/88 годов выступал в первой лиге чемпионата СССР, Кучеренко забросил 4 шайбы в 30 матчах. В 1989—1990 годах выступал за хоккейный клуб «Ференцварош» из Будапешта, принимавший участие в чемпионате Венгрии.
После окончания игровой спортивной карьеры Владимир Кучеренко работал тренером в хоккейных клубах «Триглав» (Словения, играющий тренер, 1993—1994), «Амур» (Хабаровск, помощник Сергея Борисова, 2000), «Крылья Советов» (Москва, 2000—2001), ТХК (Тверь, помощник Сергея Борисова, 2001—2002) и «Велком» (Истра, главный тренер, 2004), «Атлант-2» (Мытищи, 2008—2009), «Мытищинские Атланты» (главный тренер, 2009). Также был главным тренером женских хоккейных клубов «Торнадо» (Дмитров, 2005—2007) и «СКИФ» (Нижний Новгород, 2010—2012). В 2006—2008 годах Кучеренко был главным тренером женской сборной России по хоккею.

## Достижения
- Чемпион СССР по хоккею — 1976[1][5].
- Серебряный призёр чемпионата СССР — 1973, 1981, 1982, 1983, 1984[1].
- Бронзовый призёр чемпионата СССР — 1972, 1975, 1979, 1980[1].
- Чемпион мира среди молодёжных команд — 1974, 1975[3].
- Победитель турнира на призы газеты «Известия» (в составе сборной СССР) — 1980[нем.][3].